# NGC 7659
NGC 7659 (również PGC 71417 lub UGC 12595) – galaktyka soczewkowata znajdująca się w gwiazdozbiorze Pegaza. Odkrył ją William Herschel 16 października 1784 roku.